# رود کایدو
رود کایدو رودی است به دریاچه بوستن می‌ریزد. این رود از کشور جمهوری خلق چین می‌گذرد. طول آن ۶۱۰ کیلومتر (۳۸۰ مایل) است.
رود کایدو منبع مهمی از آب برای منطقه است. سرچشمه‌های رود کایدو در دامنه‌های جنوب مرکزی تیان‌شان واقع شده از آنجا به حوضه یولدوز سرازیر می‌شود. این رود از حوضه یانچی گذشته و به دریاچه بوستن می‌ریزد. رود کایدو اصلی‌ترین تأمین کننده آب این دریاچه است. سپس دریاچه بوستن را تحت نام رود کنگ‌که ترک می‌کند که معنای تحت‌اللفظی این نام «رود طاووس» است اما در اصل از نام فارسی-اویغوری کنچی‌دریا به معنای «رود چرم‌سازها» گرفته شده‌است. رود کایدو سپس از تنگه دروازه آهنین گذر کرده به حوضه تاریم می‌ریزد.